# UTC−3
| Ora standard (tot anul) Ora standard (iarna din emisfera nordică) Ora standard (iarna din emisfera sudică) | Regiune maritimă în acest fus orar Ora de vară (vara din emisfera nordică) Ora de vară (vara din emisfera sudică) |

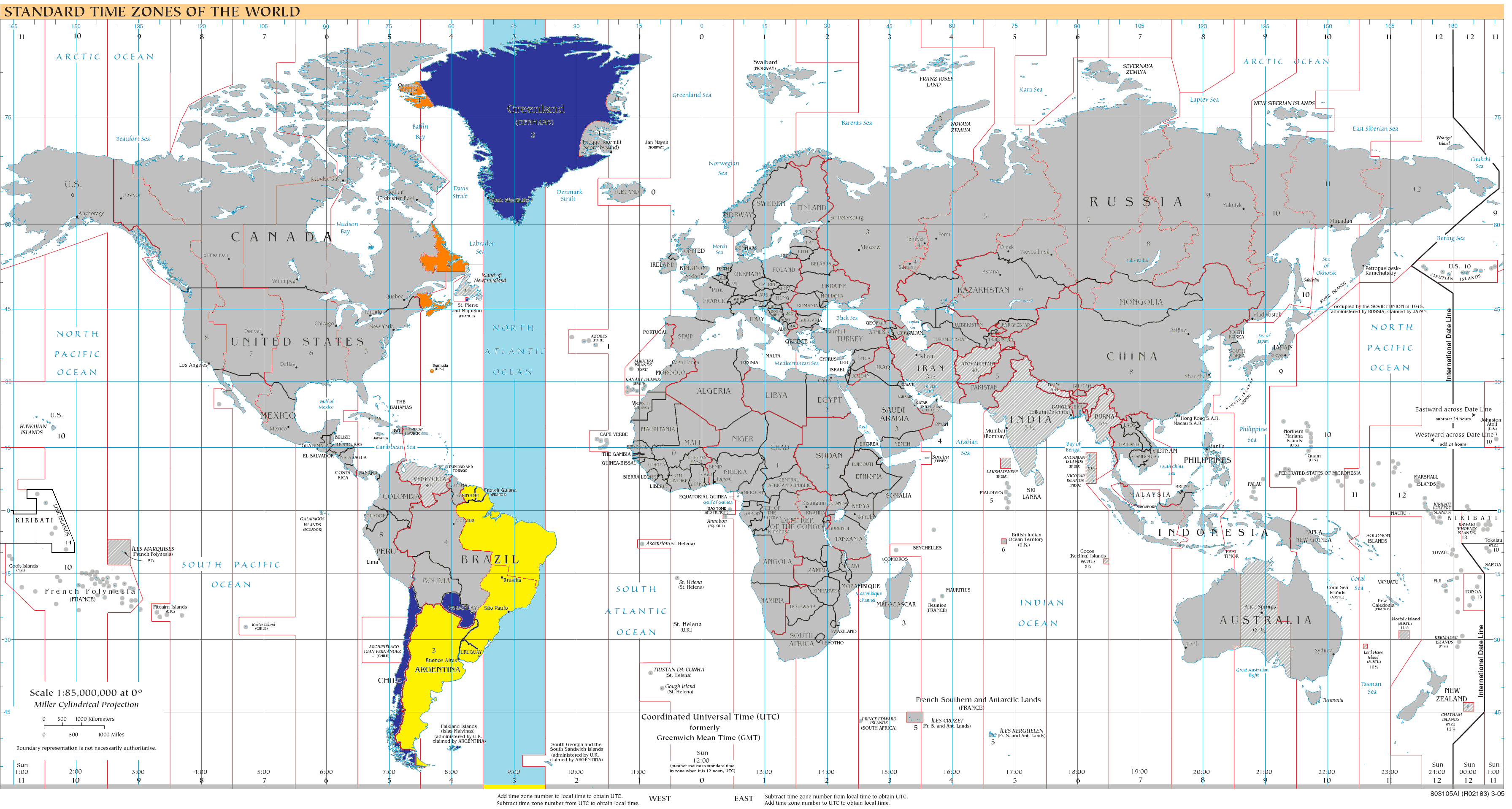
Utilizarea fusului orar UTC−3:

UTC−3 este un fus orar aflat cu 3 ore după UTC. UTC−3 este folosit în următoarele țări și teritorii:

## Ora standard (tot anul)
UTC−5
     UTC−4
     UTC−4 / ora de vară: UTC−3
     UTC−3
     UTC−3 / ora de vară: UTC−2
     UTC−2
- Argentina
- Brazilia
  -  Alagoas
  -  Amapá
  -  Bahia
  -  Maranhão
  -  Pará
  -  Paraíba
  -  Pernambuco
  -  Piauí
  -  Rio Grande do Norte
  -  Sergipe
  -  Tocantins
- Franța
  -  Guiana Franceză

## Ora standard (iarna din emisfera nordică)
- Danemarca
  -  Groenlanda (fără Ittoqqortoormiit, Danmarkshavn și Qaanaaq și zonele înconjurătoare)
- Franța
  -  Saint Pierre și Miquelon

În vara aceste regiuni folosesc fusul orar UTC−2.

## Ora standard (iarna din emisfera sudică)
- Brazilia
  -  Distrito Federal
  -  Espírito Santo
  -  Goiás
  -  Minas Gerais
  -  Paraná
  -  Rio de Janeiro
  -  Rio Grande do Sul
  -  Santa Catarina
  -  São Paulo
- Uruguay

În vara aceste regiuni folosesc fusul orar UTC−2.

## Ora de vară (vara din emisfera nordică)
- Canada
  -  Newfoundland și Labrador (doar Labrador; fără partea sud-estică)
  -  Noua Scoție
  -  Noul Brunswick
  -  Insula Prințului Edward
- Danemarca
  -  Groenlanda (doar Qaanaaq și zona înconjurătoare)
- Regatul Unit
  -  Bermuda

În iarna aceste regiuni folosesc fusul orar UTC−4.

## Ora de vară (vara din emisfera sudică)
- Brazilia
  -  Mato Grosso
  -  Mato Grosso do Sul
- Chile (fără insula Paștelui)
- Paraguay
- Regatul Unit
  -  Insulele Falkland

În iarna aceste regiuni folosesc fusul orar UTC−4.